# 森俊成

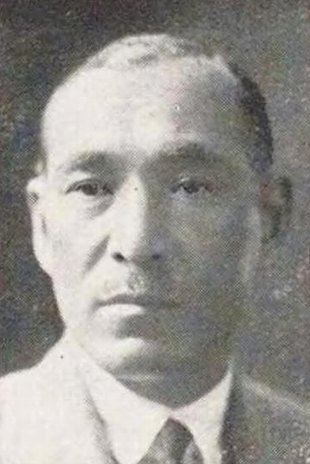
森俊成

森 俊成（もり としなり、1887年（明治20年）1月4日 – 1956年（昭和31年）9月16日）は、日本の華族、政治家。貴族院子爵議員、中野町長。旧三日月藩主森家第11代当主。旧名は訥郎。

## 経歴
子爵関博直の四男として生まれ、1900年（明治33年）に子爵森長祥の養子となり家督を相続した。1915年（大正4年）、京都帝国大学法科大学を卒業した。
1925年（大正14年）7月10日、貴族院子爵議員に選出された。1928年（昭和3年）には東京府豊多摩郡中野町（現在の東京都中野区南部）の町長に選出され、1932年（昭和7年）に中野町が東京市に編入され消滅するまで在任した。中野町消滅後に東京市会議員選挙に出馬し、当選。その後、議長も務めた。
1933年（昭和8年）、長男の俊守が華族赤化事件で治安維持法違反に問われて起訴されると、同年5月29日に貴族院議員を辞職した。
1939年（昭和14年）、天津事件を契機に反英運動が盛り上がりを見せると、森も積極的に運動に参加。7月14日に日比谷公会堂などで3万人を集めて行われた反英市民同盟主催の集会では座長の一人を務めた。
1943年（昭和18年）、東京府・東京市が廃止され東京都が設置されると、初代の東京都議会副議長に選出された。また戦後の1946年（昭和21年）5月10日には再び貴族院議員に選出され、研究会に所属し、1947年（昭和22年）5月2日の貴族院廃止まで在任した。その後公職追放となった。
その他、帝国産金株式会社取締役を務めた。